# Makes Room
Makes Room est un chef Miniconjou. Il participa à la bataille de Little Bighorn, avec son fils White Bull. Il était chef des Miniconjous en 1868, d'après Warpath de Stanley Vestal.